# Разград
Разград је град у Републици Бугарској, у североисточном делу земље. Град је управно седиште Разградске области.

## Географија
Град Разград се налази у североисточном делу Бугарске. Од престонице Софије Разград је удаљен око 350 km, а од најближег већег града, Русеа, град је удаљен око 50 km.
Област Разграда налази се на висији која дели Влашку низију од бугарског приморја. Град лежи на речици Бели Лом.
Клима у граду је измењено континентална.

## Историја
Разград је старо насеље, насељено још у време Трачана. У току владавине старог Рима овде је налазило насеље Абритус. После тога овим насељем и околним простором владају Византија, средњовековна Бугарска, Османско царство.
Град се посебно снажно развио током последњег дела владавине Османског царства у 19. веку, када је град био познат под називом стари Харазград. Тада су подигнуте многе велелепне грађевине. 1878. године Разград је припојен новооснованој држави Бугарској.

## Становништво
По проценама из 2007. године град Разград имао је око 37.000 становника. Разград је вишенационални град у држави. Већина градског становништва су етнички Бугари (69%). Остатак су Турци (27%) и Роми. Последњих 20ак година град губи становништво због удаљености од главних токова развоја у земљи. Оживљавање привреде требало би зауставити негативни демографски тренд.
Већинска вероисповест становништва је православна (око 70%), а мањинска ислам (30%).

## Партнерски градови
- Витенберге
- Калараш
- Орел
- Познањ
- Дижон
- Солун

## Спорт
- ФК Лудогорец Разград

## Галерија
- Ибрахимпашина џамија
- Градска сахат кула